# برق شهری

درصد جمعیت دسترسی به برق شهری در هر کشور
80–100%
60–80%
40–60%
20–40%
0–20%

جزئیات ولتاژ و فرکانس های شهری در هر کشور

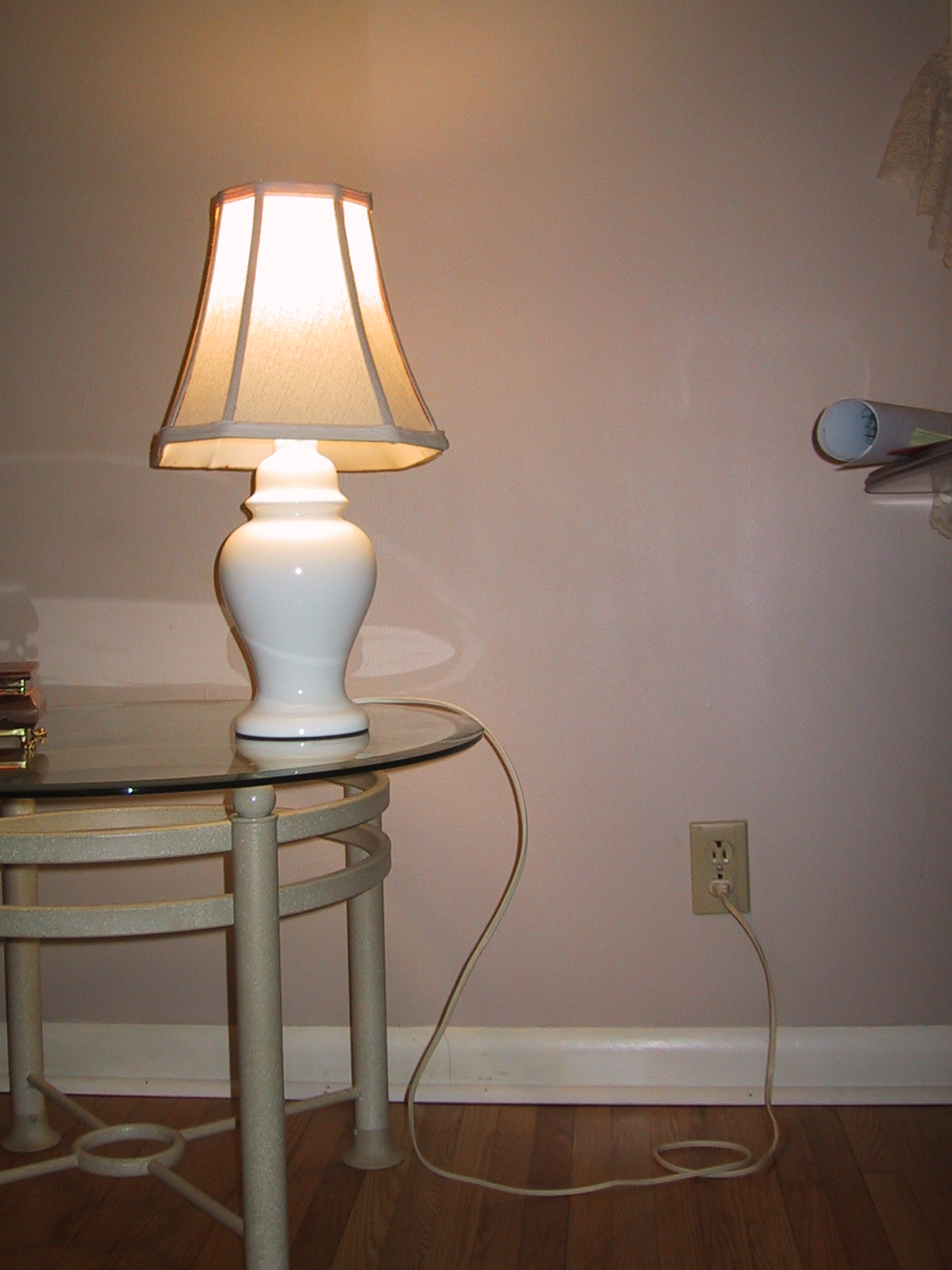
لامپ رومیزی متصل شده به پریز دیواری (برق شهری)

برق شهری منبع توان الکتریکی جریان متناوب همه‌منظوره است. دو مشخصهٔ این منبع توان الکتریکی، ولتاژ و فرکانس بین مناطق مختلف متفاوت است. ولتاژ (اسمی) ۲۳۰ ولت با فرکانس ۵۰ هرتز در اروپا، اکثر آفریقا، بیشتر آسیا و بیشتر آمریکای جنوبی و استرالیا استفاده می‌شود. در آمریکای شمالی، ترکیب رایج ۱۲۰ ولت با فرکانس ۶۰ هرتز است. حالت‌های دیگر نیز وجود دارد در برخی کشورها، برای نمونه ۲۳۰ ولت با فرکانس ۶۰ هرتز وجود دارد. این موضوع معمولاً برای مسافران ایجاد نگرانی می‌کند به این دلیل که دستگاه‌های قابل حمل برای یک ولتاژ و فرکانس طراحی شده‌اند و ممکن است در ترکیب‌های دیگر عمل نکنند یا موجب خراب شدن آن‌ها شود.
استفاده از دوشاخه و پریز برق متفاوت در نواحی مختلف حفاظتی از استفادهٔ تصادفی دستگاه‌های با نیازمندی‌های ناسازگار ولتاژ و فرکانس فراهم می‌کند.